# Coordination nationale pour le changement et la démocratie
 (mars 2011).
Si vous disposez d'ouvrages ou d'articles de référence ou si vous connaissez des sites web de qualité traitant du thème abordé ici, merci de compléter l'article en donnant les références utiles à sa vérifiabilité et en les liant à la section « Notes et références ».
La Coordination nationale pour le changement et la démocratie (CNCD) est un mouvement d'opposition algérien créé le 21 janvier 2011 dans la foulée des émeutes qui ont secoué le pays durant ce mois, en plein contexte de printemps arabe. Des manifestations sont organisées dans les grandes villes du pays les 12 et 19 février 2011.
Le 23 février 2011, la CNCD se scinde en deux groupes, à la suite d'un différend sur le rôle des partis politiques dans cette organisation.

## Création
La CNCD est créée le 21 janvier 2011, lors d'une réunion à Alger, regroupant des syndicats autonomes (Snapap, CLA, Satef et CNES), des organisations de défense des droits de l'homme en Algérie, parmi elles la Ligue algérienne pour la défense des droits de l'homme (LADDH) avec Ali Yahia Abdennour, Mostefa Bouchachi, des associations estudiantines et de jeunes tel qu'Algérie Pacifique représentée par son fondateur (Amine Menadi), le Collectif des étudiants), le collectif des chômeurs du sud avec Tahar Belabes (CNDDC), des associations (SOS Disparus, réseau Wassila, l’association de défense des droits des enfants), le mouvement des archs, le Collectif national pour la liberté de la presse (CNLP) autour de Rabah Abdallah, des journalistes comme Fodil Boumala, Mustapha Benfodil, Zoubir Khlaïfïa, Hassan Moali, Houari Barti, Ali Cherarak, Zouaimia El Hadj Larbi ou encore Amine Esseghir, des partis politiques (RCD, MDS, FFS, PLD), des députés indépendants (Tarek Mira, Ali Brahimi) et des citoyens avocats, enseignants, cadres actif ou en retraite et des comités de quartier,,. Et le 25 janvier 2011 un Manifeste pour les droits et libertés est rédigé par certains membres et signé par de nombreuses personnalités.
À la suite de la création de la Coordination Nationale pour le Changement et la démocratie à Alger, un appel fut lancé par des citoyens d'Oran pour créer la CNCD-Oran.

## Manifeste pour les droits et libertés

### Contenu

#### Texte
Près d’un demi siècle après le recouvrement par notre pays de sa souveraineté nationale, la construction de « l’État démocratique et social » dans « le respect des libertés fondamentales » telle qu’énoncée par la Déclaration du 1er novembre 1954 et la Plate-forme du Congrès de la Soummam est à l’arrêt.
Les promesses nées de l’ouverture d’octobre 1988 sont laminées par un nouveau processus de légitimation dévoyé par de multiples verrouillages et la fraude électorale, tandis que le maintien pour une durée indéterminée de l’état d’urgence fait régresser les libertés publiques.
Une normalisation à marche forcée entrave les forces sociales et bloque le règlement pacifique des conflits. Toute contestation est ainsi poussée à s’exprimer par la violence.
Étouffée, la classe politique est dangereusement réduite à la sauvegarde des appareils.
En l’absence de séparation des pouvoirs, de contre-pouvoirs institutionnels et non étatiques, l’impunité devient la règle et la corruption prolifère.
Le droit de la force l’emporte sur la force du droit.
Cette situation ne peut plus durer !
Les femmes et les hommes épris de justice et de liberté sont interpellés pour faire coïncider l’indépendance avec la liberté et la République avec la démocratie.
Considérant que le Mouvement national, dans son programme de façon constante et dans ses sigles par deux fois - en 1944 (Amis du Manifeste et des libertés) et 1946 (Mouvement pour le triomphe des libertés démocratiques) - a fait explicitement référence aux libertés ;
Considérant que l’Algérie ne peut rester en dehors de l’aspiration universelle à la démocratie ;
Considérant que les autorités en place ne peuvent aller à l’encontre des textes juridiques algériens, notamment de la Constitution qui énonce en son chapitre IV un ensemble de dispositions garantissant les droits et libertés ;
Considérant que les libertés et l’État de droit sont les meilleurs moyens pour la défense des plus faibles ;
Considérant que l’égalité des droits, notamment entre les hommes et les femmes, l’égalité de traitement entre les langues arabe et tamazight, sont les garants de la cohésion sociale et de l’intégration nationale ;
Considérant que le maintien de l’état d’urgence, depuis près de deux décennies, viole la Constitution et nuit à l’exercice effectif des droits de l’Homme, aux valeurs démocratiques ainsi qu’à l’image du pays ;
Proclamons par le présent Manifeste pour les droits et libertés la nécessité urgente de rétablir la perspective démocratique par :
1. La levée de l’état d’urgence comme condition première pour jouir pleinement des droits de l’Homme et des libertés publiques garantis par la Constitution et les conventions internationales ratifiées par l’Algérie ; l’ouverture des espaces politique, syndical, associatif et médiatique nécessaires à la promotion et au respect du pluralisme, indispensable à la vitalité du pays et à son développement ;
2. La défense des droits sociaux, dont l’accès au travail, à la protection sociale, au logement, à l’éducation et à la santé sont le minimum vital d’une société solidaire ;
3. La construction de l’État de droit, condition sine qua non à l’indépendance de la justice et à l’égalité de tous devant la loi ;
4. La séparation des pouvoirs exécutif, législatif et judiciaire comme fondement essentiel de l’équilibre des pouvoirs ;
5. La séparation des champs politique et religieux pour garantir l’autonomie individuelle, socle de la modernité politique ;
6. Le respect des droits de l’Homme dans leur intégralité et l’égalité des droits, indispensables à l’épanouissement de la dignité humaine et à l’exercice de la citoyenneté pleine et entière ;
7. La légitimité du suffrage universel, expression de la souveraineté populaire sur la base de la garantie des droits fondamentaux de toute (s) minorité(s) et de l’alternance au pouvoir.

Déclarons agir en faveur d’un mouvement d’opinion pour la concrétisation, par des moyens pacifiques, des objectifs énoncés à travers cette plateforme que nous sous-signons.
Ce mouvement d’opinion est un regroupement informel, libre et ouvert à toute personne qui en accepte les idées.
Inscrit dans le sens de l’intérêt général, le Manifeste pour les droits et libertés ambitionne d’ancrer la culture civique, d’agir pour le changement afin de faire triompher la citoyenneté pleine et entière et permettre aux Algériennes et Algériens de travailler et de vivre en personnes libres,.

## Ali Yahia Abdennour
Maître Ali Yahia Abdennour, président d’honneur de la Ligue algérienne pour la défense des droits de l'homme.(LADDH) et l’une des figures de proue de la CNCD a prévenu, lors d’une conférence-débat animée à Alger, le 15 juin 2011, du danger qui pourrait découler de l’entêtement du pouvoir à vouloir refuser systématiquement le changement et l’expression libre. « Si l’on ne laisse pas le changement s’opérer pacifiquement, il y a un risque à ce qu’il se produise par la violence », a-t-il soutenu. Toutefois, il a assuré que la CNCD est « un mouvement pacifique qui prône un changement du système en dehors du système et sans le système ». Soulignant la nécessité de « tourner la page de la dictature », Ali Yahia Abdennour a fait savoir que la CNCD poursuivra ses actions sur le terrain et qu’elle ne reculera pas devant la répression et les intimidations des forces de sécurité. Par la même occasion il a dressé un violent réquisitoire contre le pouvoir qui a fait de l’Algérien un sujet et non un citoyen, l’armée et la police politique qu’il a accusé notamment d’avoir instrumentalisé la justice. Estimant que « l’Algérie indépendante est devenue une copie de l’Algérie coloniale », le conférencier a indiqué que le pays montre aujourd’hui un « tableau triste » et est dans un état de « banqueroute morale très profond ». « La crise politique accélérée par les luttes sociales (…) est profonde et de grande ampleur. Ignorer le cri de colère et de détresse des Algériens, c’est préparer l’explosion de demain », a alerté maître Ali Yahia Abdennour. L’orateur s’est néanmoins montré persuadé que « l’ère des systèmes politiques totalitaires se termine (…) et que le mur de l’argent (le moyen grâce auquel le pouvoir parvient encore à se maintenir, ndlr) ne tardera pas à tomber chez nous ».
Pour le président d’honneur de la LADDH, la sortie de crise ne peut venir que de l’organisation d’une conférence nationale. Une conférence, a-t-il ajouté, devant avoir pour préalable le rejet de l’État théocratique et le respect de la République et de la démocratie.

## Manifestations pacifiques
- La marche du 12 février 2011

3000 manifestants se sont réunis à Alger, le 12 février 2011 autour de la place du 1er mai, pour manifester contre le pouvoir algérien à l'appel de la CNCD, qui rassemble des partis d'opposition, des représentants de la société civile et des syndicats non officiels. Le rassemblement, interdit par les autorités, s'est cantonné à la place, sous la surveillance d'un impressionnant dispositif policier qui a dispersé la foule.
Au plus fort de la mobilisation, les organisateurs ont avancé le chiffre de 3 000 manifestants, en face, près de 30 000 policiers étaient déployés dans le centre de la capitale algérienne.
À Oran, un Rassemblement a été organisé par la CNCD-Oran à la place du Premier novembre (ex place d'Armes), 400 à 500 personnes ont manifesté pacifiquement. La police a éparpillé le rassemblement après moins d'une heure et il y eut une cinquantaine d'interpellations.
À Annaba, une quinzaine de citoyens se sont rassemblés au cours de la Révolution, ils ont été rapidement arrêtés par la police.
- La marche du 19 février 2011

Une autre manifestation a été organisée par la CNCD, le 19 février à Alger. Les autorités, ont encore une fois déployé un dispositif policier impressionnant dès les premières heures de la matinée sur toutes les rues de la capitale, aucune halte n'est permise pour les simples citoyens, au risque de recevoir un coup de matraque. Le dispositif de ce 19 février est plus hermétique, plus dur que celui du 12 février. Selon la CNCD pas moins de 5 000 personnes ont participé à cet événement. Un décompte des journalistes estimait à 2 000 environ le nombre de participants, tandis que le ministère de l'Intérieur annonçait 250 manifestants et 14 personnes ont été interpellées, 300 selon la CNCD.
Le jour même à Oran, un meeting populaire s'est déroulé à la salle Es-Saada, organisé par la CNCD-Oran.
- La marche du 5 mars 2011

À Oran, la marche a été avortée avant même qu'elle ne commence. Plus d'une centaine de membres de la CNCD-Oran, ainsi qu'une dizaine de journalistes ont été arrêtés, alors que le rassemblement n'avait pas encore commencé, certains étaient attablés à une terrasse de café, d'autres ont été embarqués alors qu'ils étaient assis sur un banc public. Tous ont été relâchés après moins d'une heure dans plusieurs commissariats d'Oran, après que leurs identités aient été relevées.

## La CNCD appelle à invoquer l'article 88 de la Constitution contre Bouteflika
La CNCD réclame le départ du président Abdelaziz Bouteflika. En vertu de l'article 88 de la Constitution, qui stipule que si le chef de l'État n'est pas en mesure d'assurer son mandat, il doit être démis de ses fonctions.
«  Lors de son discours du 15 avril 2011, le président de la République a donné une image pathétique d'une personne usée par la maladie, incapable d'assurer sa fonction. L'article 88 est peut-être la solution » a affirmé Ali Yahia Abdennour, lors d'une conférence de presse tenue le 24 avril 2011 à Alger.
« Le départ du président est un impératif absolu », a-t-il martelé. Il a clairement interpellé l'armée, « qui a ramené le président » en 1999, sur ce sujet. « Si le président de la République est reconnu comme ne pouvant pas assurer ses fonctions, ce sera à l'armée de prendre sa responsabilité », a-t-il dit.

## La signature de la Plate-forme pour le changement démocratique
Faisant état, dans son avant-propos, de la nécessité du changement démocratique, la CNCD avance quelques propositions appelées à être débattues et enrichies.
En premier lieu, un appel est lancé à une conférence nationale dont la mission est de désigner un conseil national de transition démocratique (CNTD). Le conseil sera composé transitoirement de personnalités engagées pour le changement démocratique.
L'objectif du conseil est de dissoudre toutes les institutions élues et de les «reconstruire» par des élections libres, de nommer un gouvernement de transition et d'engager le pays dans une refondation nationale. Période pendant laquelle une constitution sera proposée au peuple par voie référendaire, est-il précisé dans la plate-forme.
Les services de sécurité ainsi que l'armée nationale seront placés sous l'autorité du conseil et auront pour mission la défense du territoire et du caractère républicain et démocratique de l'État, est-il souligné.
Les animateurs de la conférence de presse tenue le 27 mars 2011 au siège du RCD à Alger, ont précisé que ladite plate-forme est «ouverte au débat», à la seule condition que son enrichissement devra être fait par, précise un des animateurs de la conférence, « ceux qui veulent le changement du système ». La séparation du religieux et du politique, l'égalité des droits entre hommes et femmes, l'alternance au pouvoir sont les préalables pour ceux qui veulent rejoindre ce mouvement.  
La Coordination se divise en deux groupes – la CNCD dite « partis politiques » (partisans d’une action immédiate centrée sur la volonté de changement de régime) et la CNCD dite « Barakat » (« Assez » en arabe algérien, préférant opter pour des actions de sensibilisation et de soutien aux luttes sociales) version Ligue algérienne de défense des droits de l’homme (LADDH) de Mostefa Bouchachi, regroupant le Satef, SOS Disparus, Algérie pacifique et le CLA. La CNCD-partis politiques, ne désarme pas et ses membres disent qu'ils continueront à organiser des « marches pacifiques ».